# Йоганнес Райхель
Йоганнес Райхель (нім. Johannes Reichel; 29 квітня 1982, м. Клагенфурт, Австрія) — австрійський хокеїст, захисник. Виступає за ХК «Клагенфурт» в Австрійській хокейній лізі. 
Вихованець хокейної школи ХК «Клагенфурт». Виступав за ХК «Клагенфурт», «Регле» (Енгельгольм).
У складі національної збірної Австрії учасник чемпіонатів світу 2004, 2006 (дивізіон I), 2010 (дивізіон I), 2011 і 2012 (дивізіон I). У складі молодіжної збірної Австрії учасник чемпіонатів світу 2001 (дивізіон I) і 2002 (дивізіон I). У складі юніорської збірної Австрії учасник чемпіонату світу 2000 (група B).
Досягнення
- Чемпіон Австрії (2001, 2004, 2009).